# Nam Tử
Nam Tử (chữ Hán: 南子; ? - 480 TCN), họ Tử, là chính thất phu nhân của Vệ Linh công Cơ Nguyên thời Xuân Thu.
Sự tích về bà là chuyện bà triệu kiến trực tiếp Khổng Tử, gọi là 「Tử kiến Nam Tử; 子见南子」. Liệt nữ truyện xếp Nam Tử vào dạng yêu cơ, ghi chép trong phần Nghiệt bế (孽嬖).

## Cuộc đời
Nam Tử là người Thương Khâu, Hà Nam, Trung Quốc, vốn là người nước Tống. Đến tuổi, bà gả cho Vệ Linh công là quốc quân của nước Vệ, lập làm Phu nhân. Bà thấy Công tử Triều (公子朝) của nước Tống dung mạo tuấn mỹ, thường xuyên tư thông. Công tử Triều cùng mẹ cả của Linh công là Tuyên Khương tư thông, lại cùng Bắc Cung Hỉ đuổi Linh công đi khỏi Vệ, mà Linh công hợp quân trở lại, đuổi Công tử Triều đi. Nhưng Nam Tử còn rất nhớ Công tử Triều, muốn xin Linh công cho Triều về nước Vệ.
Năm Vệ Linh công thứ 38 (tức Lỗ Định công thứ 13, 497 TCN), đại thần nước Vệ là Công thúc Tuất (公叔戌) giàu có, Linh công chán ghét lắm. Công thúc Tuất thì lại chán ghét việc Nam Tử can dự triều chính, có ý đồ diệt trừ vây cánh của Nam Tử. Thế là Nam Tử bèn nói với Vệ Linh công rằng Công thúc Tuất có ý đồ phản loạn. Sang năm sau, Vệ Linh công tiến hành trục xuất Công thúc Tuất, Tuất phải chạy qua nước Lỗ.
Năm Vệ Linh công thứ 39 (tức Lỗ Định công thứ 14, 496 TCN), Vệ Linh công vì Nam Tử nài nỉ mà triệu kiến Công tử Triều đến nước Vệ, hội kiến tại đất Đào. Thái tử nước Vệ là Khoái Hội khi ấy đi dã ngoại, ngang qua nước Tống. Chợt Thái tử nghe người dân ở đây hát:「"Kí định nhĩ lâu trư, hạp quy ngô ngải gia?"」, trong đó "Lâu trư" ý chỉ Nam Tử, còn "Ngải" ý chỉ Công tử Triều, ý câu này đã nói rằng đã thỏa mãn dục vọng của Nam Tử, sao còn không trả Công tử Triều về nước Tống. Thái tử Khoái Hội cảm thấy vừa thẹn vừa tức, bèn mưu gia thần là Diễn Dương Tốc âm mưu giết Nam Tử. Khi Thái tử Khoái Hội diện kiến Nam Tử, Diễn Dương Tốc không dám xuống tay, mà Thái tử Khoái Hội cứ nhìn chằm chằm vào người y. Nam Tử nhìn vẻ mặt của Thái tử, biết rõ sự việc, bèn tri hô khóc lóc với Vệ Linh công. Thái tử phải chạy đến nước Tống, còn Vệ Linh công bãi miễn toàn bộ quan viên của Thái tử.
Năm Vệ Linh công thứ 42 (tức Lỗ Ai công thứ 2, 493 TCN), tháng 4, ngày Bính Tý, Vệ Linh công khứ thế. Sau khi Thái tử Khoái Hội đào vong, Vệ Linh công luôn muốn lập con nhỏ là Công tử Dĩnh (公子郢) làm Thái tử. Khi Vệ Linh công qua đời rồi, Nam Tử theo ý đó mà nói: 「"Mệnh Công tử Dĩnh làm Thái tử, đây là Quốc quân mệnh lệnh"」. Công tử Dĩnh nói: 「"Dĩnh cùng với các Công tử không giống nhau, hầu cận Quốc quân đến khi lâm chung. Nếu thực có lời này, Dĩnh đã nghe được. bên cạnh đó, Công tử Triếp là con của Thái tử Khoái Hội còn ở đây, Dĩnh không dám lên vị"」. Do đó, Triếp kế vị, tức Vệ Xuất công.
Năm Vệ Xuất công thứ 12 (tức Lỗ Ai công thứ 14, 481 TCN), Thái tử Khoái Hội hợp mưu với Hồn Lương Phu (浑良夫) tạo dựng cây cánh, mục đích đoạt lại ngôi quốc quân của nước Vệ. Vệ Xuất công chạy ra nước Lỗ, do đó Khoái Hội tức khắc đăng vị, tức Vệ Trang công. Ngay khi lên ngôi, Trang công cho người giết chết Nam Tử lẫn Hồn Lương Phu.

## Tử kiến Nam Tử
Người sáng lập Nho giáo là Khổng Tử, từng đến nước Vệ du học, ở tạm nhà của Cừ Bá Ngọc (蘧伯玉). Trong thời gian đó, ông đã được Nam Tử triệu kiến, về sau trở thành một điển tích nổi tiếng gọi là 「Tử kiến Nam Tử; 子见南子」.
| “                            | 灵公夫人有南子者，使人谓孔子曰：“四方之君子不辱欲与寡君为兄弟者，必见寡小君。寡小君愿见。”孔子辞谢，不得已而见之。夫人在絺帷中。孔子入门，北面稽首。夫人自帷中再拜，环珮玉声璆然。孔子曰：“吾乡为弗见，见之礼答焉。”子路不说。孔子矢之曰：“予所不者，天厌之！天厌之！”居卫月馀，灵公与夫人同车，宦者雍渠参乘，出，使孔子为次乘，招摇市过之。孔子曰：“吾未见好德如好色者也。”於是醜之，去卫，过曹。是岁，鲁定公卒。 . Linh công phu nhân là Nam Tử, phái người nói với Khổng Tử:"Các quân tử muốn kết giao với Quốc quân của chúng tôi, nhất định phải tấn kiến Tiểu Quân (tức Quân phu nhân) trước. Tiểu Quân chúng tôi muốn triệu kiến ngài!". Khổng Tử từ tạ, bất đắc dĩ mà phải tấn kiến. Phu nhân ở trong mành vải, Khổng Tử vào cửa, hướng phía chính Bắc mà cung kính dập đầu lạy. Nam Tử ở trong mành dập đầu đáp lễ, trang sức trên người cứ rung rinh đánh vào nhau, khẽ vang lên những tiếng leng keng. Học sinh của Khổng Tử là Tử Lộ rất không vui về chuyện này, khi trở về Khổng Tử nói: "Chỗ của ta, gặp gỡ đáp lại là lễ phải theo". Tử Lộ trầm mặc không nói gì, Khổng Tử chỉ lên trời thề rằng:"Chuyện này nếu không phải bất đắc dĩ mới nhận, trời cao ghét bỏ ta! Trời cao ghét bỏ ta!". Qua hơn một tháng sau, Linh công cùng Nam Tử ngồi trên chung một xe, hoạn quan hầu hạ ra khỏi cửa cung, đột nhiên truyền Khổng Tử ngồi trên chiếc xe thứ 2 để theo sau, rêu rao qua các phố xá. Khổng Tử nói:"Ta không giống như ngài, người xem đức và sắc như nhau!". Sau đó chán ghét rời khỏi nước Vệ qua nước Tào. Năm ấy, Lỗ Định công chết. | ” |
| — Sử ký - "Khổng Tử thế gia" | |   |